# Movimento Humanos Direitos
Movimento Humanos Direitos é uma organização não-governamental formada sobretudo por artistas brasileiros. Seu propósito é a defesa de direitos humanos no Brasil, além de ser, em virtude da inversão da expressão "direitos humanos", uma conclamação para que os humanos sejam direitos (decentes).

## História
A entidade foi fundada pelo padre Ricardo Resente, a partir de um e-mail que recebeu do ator Marcos Winter em 5 de dezembro de 2002. Nele, Marcos propunha reunir artistas que se manifestassem em defesa dos direitos humanos em suas entrevistas. Eles negociariam com os jornalistas, concedendo entrevistas somente se pudessem abordar o tema proposto.
Nas palavras do padre, estes são os crimes que ainda proliferam no Brasil:
| “ | O da desigualdade social, que provoca na sociedade uma situação peculiar. Algumas pessoas são tratadas como se fossem mais cidadãs que outras; tivessem mais direitos que outras. Uns têm direito ao trabalho, à terra, à saúde, à educação; outros são colocados à margem dos direitos mais elementares. Em alguns casos, as pessoas perdem mesmo o direito de vender a própria força de trabalho, provocando aquilo que é reconhecido como trabalho escravo contemporâneo, ou trabalho escravo por dívida. Outra razão é a ineficiência da polícia em apurar os crimes, a lentidão do sistema judiciário para julgar, condenar e punir os responsáveis. E, como afirmava um dos maiores juristas do país: justiça lenta não é justiça. | ” |

Entre as questões mais recentes em que o grupo se envolveu, está um caso de violência sexual contra menores na cidade de Sapé, Estado da Paraíba, em que o movimento pronunciou seu apoio à Promotora de Justiça do município, que está sendo ameaçada de morte.
O grupo se mobiiza atualmente para aprovar a Emenda Constitucional 438, que trata da expropriação de terras usadas para trabalho escravo. Eles estiveram em Brasília, pressionando o Senado para a aprovação do projeto, que se encontra travado. Tentaram também, sem sucesso, paralisar o andamento do projeto de transposição do rio São Francisco, considerado por eles um benefício apenas para latifundiários do Nordeste.